# Melanosoma nigripes
Melanosoma nigripes är en tvåvingeart som beskrevs av Robineau-desvoidy 1853. Melanosoma nigripes ingår i släktet Melanosoma och familjen stekelflugor.
Artens utbredningsområde är Frankrike. Inga underarter finns listade i Catalogue of Life.